# 铜矿
铜是人类应用最为广泛的金属之一。2008年，全球铜储量5.5亿吨。世界铜矿资源分布相对集中，主要分布在南美洲秘鲁和智利、美国西部、非洲中部的刚果和赞比亚、哈萨克斯坦，以及加拿大。

## 铜矿类型
铜矿类型有主要有斑岩型、矽卡岩型、砂岩型、火山岩型、铜镍型等。

## 铜矿分布国家
智利，是目前铜矿最丰富的国家，其储量占全球的29％；产量、出口量亦居世界第一位；其他储量较多的国家有秘鲁、美国、墨西哥、印尼、中国、波兰、赞比亚、俄罗斯、加拿大、澳大利亚、哈萨克斯坦、刚果、菲律宾等。主要铜矿出口国有智利、秘鲁、澳大利亚、印度尼西亚、加拿大等。进口国有中国、日本、印度、韩国等。

## 開採方式
- 多半以坑道開採為主。
- 由於銅礦的含銅量在百分之一以下，所以銅礦開採後處理的手續遠比鐵礦複雜很多。首先磨成粉狀，再加水、加油，以浮選法得到較高含量的銅之後，再放入鍛燒爐中融化製成銅塊，最後用電解法去除雜質，成為純度百分之九十九點九的銅錠。

## 世界主要产铜国家
| 洲     | 国家       | 矿山铜产量 (1998年) | 矿山铜产量排名 (1998年) | 精炼铜产量 (1998年) | 备注 |
| ------ | ---------- | ------------------- | ----------------------- | ------------------- | ---- |
| 南美洲 | 智利       | 368.2万吨           | 1                       | 233.5万吨           |      |
| 北美洲 | 美国       | 186万吨             | 2                       | 246万吨             |      |
| 北美洲 | 加拿大     | 70.5万吨            | 3                       |                     |      |
| 亚洲   | 印度尼西亚 | 80.9万吨            | 4                       |                     |      |
| 亚洲   | 日本       |                     |                         | 127.7万吨           |      |
| 大洋洲 | 澳大利亚   | 60.7万吨            | 5                       |                     |      |
| 欧洲   | 俄罗斯     | 51.8万吨            | 6                       |                     |      |
| 亚洲   | 中国       | 48.68万吨           | 7                       | 121.13万吨          |      |

### 铜矿产地
- 中国：江西德兴，安徽铜陵，湖北大冶，山西中条山，甘肃白银。